# (6834) Hunfeld
(6834) Hunfeld est un astéroïde de la ceinture principale.

## Description
(6834) Hunfeld est un astéroïde de la ceinture principale. Il fut découvert le 11 mai 1993 à Nachikatsuura par Yoshisada Shimizu et Takeshi Urata. Il présente une orbite caractérisée par un demi-grand axe de 2,44 UA, une excentricité de 0,23 et une inclinaison de 4,3° par rapport à l'écliptique.

## Compléments